# (1179) Mally
(1179) Mally ist ein Asteroid des Hauptgürtels, der am 19. März 1931 vom deutschen Astronomen Max Wolf in Heidelberg entdeckt wurde. 
Der Asteroid ist nach der Frau von Franz Wolf (vermutlich ein Bruder des Entdeckers) benannt.